# 純ちゃんのごぶサタデー
『純ちゃんのごぶサタデー』（じゅんちゃんのごぶサタデー）は、1986年4月5日から1987年9月26日までフジテレビで放送された情報番組である。高田純次の冠番組。放送時間は毎週土曜 12:00 - 12:55 (JST) 。

## 概要
高田純次と寺田理恵子コンビがスタジオからDJスタイルで送る、生放送の情報番組。1982年4月から4年間続いた『TVグラフィティ』（当初のタイトルは『芸能グラフィティ』）をリニューアルした番組で、司会者がDJ形式で進行するのは同じだが、前番組が芸能情報や社会情報を中心にしていたのに対し、本番組はそれらに加えて旅情報なども取り扱っていたという点で異なる。

## 出演者
- 高田純次
- 寺田理恵子（当時フジテレビアナウンサー）